# Hiraea
Hiraea là một chi thực vật thuộc họ Malpighiaceae.